# ABC Beker
De ABC Beker (Papiaments: Copa ABC of Kopa ABC) is een jaarlijkse voetbalcompetitie van Aruba, Bonaire en Curaçao onder auspiciën van de Arubaanse Voetbal Bond (AVB), Bonairiaanse voetbalbond (FFB) en de Curaçaose voetbalbond (FFK). 
Deelnemers zijn de landskampioenen en subkampioenen van Aruba (Division di Honor) en Curaçao (Promé Divishon) en de winnaar en finalist van de ligabeker van Bonaire.

## Geschiedenis
Het ABC bekertoernooi kan worden beschouwd als de opvolger van de Kopa Antiano, een competitie tussen de Arubaanse, Bonairiaanse en Curaçaose ligas georganiseerd door de NAVU. Na het uittreden van Aruba in 1986 uit de Nederlandse Antillen hield haar deelname op. Bonaire en Curaçao streden verder om de beker totdat in 2010 het toernooi werd gestaakt wegens de ontmanteling van de Nederlandse Antillen. 
Op initiatief van de Arubaanse Voetbalbond werd in 1992 en 1993 een toernooi georganiseerd onder de naam "Copa ABC". Deelnemers waren de kampioenen van Aruba, Bonaire en Curaçao, aangevuld met de subkampioen van het organiserend eiland. In de eerste editie op Aruba werd SV Racing Club Aruba door RKVFC Sithoc verslagen in de finale met 2–1. In de tweede editie werd SV River Plate Aruba winnaar in de finale tegen SV Racing Club Aruba. Het toernooi werd hierna niet meer gehouden. 
In 2017 werd in een aangepaste versie de ABC beker opnieuw geïntroduceerd. 

## Finales
| Jaar | Winnaar               | Uitslag           | Finalist           | Stadion                      |
| ---- | --------------------- | ----------------- | ------------------ | ---------------------------- |
| 2017 | RKSV Scherpenheuvel   | 1-1 (6-5 pen)     | SV Real Rincon     |                              |
| 2018 | SV Real Rincon        | 3-3 (nv, 4-2 pen) | CRKSV Jong Holland | Antonio Trenidatstadion      |
| 2019 | SV Deportivo Nacional | 3-2 (nv)          | SV VESTA           | Guillermo P. Trinidadstadion |

## Topscorers
| Jaar | Speler              | Club(s)            | Aantal |
| ---- | ------------------- | ------------------ | ------ |
| 2017 | Yurick Seinpaal     | SV Real Rincon     | 3      |
| 2018 | Gersinio Constancia | CRKSV Jong Holland | 6      |
| 2019 | Mirco Colina jr.    | SV VESTA           | 3      |